# 外交官 黒田康作
『外交官 黒田康作』（がいこうかん くろだこうさく、DIPLOMAT KOSAKU KURODA）は、2011年1月13日から3月17日までフジテレビ系「木曜劇場」枠で放送されたテレビドラマ。主演は織田裕二。

## 概要
織田裕二の主演で2009年に公開された映画『アマルフィ 女神の報酬』の続編で、映画では描かれなかった主人公の過去が描かれた。キャッチコピーは「『アマルフィ』から1年。舞台はサンフランシスコ、そして東京へ――」。映画ではイタリア・ローマと一部のみアマルフィの観光地が舞台だったが、本作は日本以外に、アメリカ・サンフランシスコとメキシコの3か国が舞台になっている。ただし、メキシコは、物語の主要の場所ではあるが撮影をしていない。
本作は、在日メキシコ大使館から放送内容について抗議を受けた（詳細は後述のメキシコ大使館からの抗議問題を参照）。また前作の映画では、脚本に真保裕一が参加したが、本作は古家和尚と池上純哉が脚本を担当した（池上は後述の続編映画も手がけた）。初回は54分拡大で21:00 - 22:48に放送された。平均視聴率は10.1%。
2011年6月25日、ドラマ放送前より製作を進めていた続編映画『アンダルシア 女神の報復』が公開された。

## あらすじ
イタリアのローマにおいて発生した日本人少女誘拐に端を発する犯罪事件を、イタリア大使館へ赴任したばかりの外交官・黒田康作の尽力で解決した前作より月日は流れ、黒田は南米のボリビアで誘拐された日本人の救出工作を秘密裏に進めていた。この事件を解決した後、上司である安藤庸介から次の任務として在サンフランシスコ日本領事館で外務副大臣・観上祥子の警護をするよう指示される｡日本政府がアメリカ産牛肉の輸入規制を解除しない中、現地では輸入規制解除を求める市民団体のデモが発生しており、WTO農業交渉会議に出席する観上の身に危険が迫る恐れがあるという。そしてサンフランシスコに赴任した黒田は、かつて在メキシコ日本大使館で一緒に働いていた霜村毅とそこで再会する。
一方、日本の東京では佃警察署の刑事課に勤務する大垣利香子巡査長が帰宅途中の佃署管内路上で不審遺体を発見する。現場に残っていた遺留品や証拠品から被害者は某大学医学部教授、その殺人容疑者として霜村が浮かび上がってきたが、その矢先に霜村がサンフランシスコで飛び降り自殺をしたとの報が入る。現地に派遣された大垣巡査長に付添われて、霜村の娘で高校生の瑠衣によって死体の身元を確認されたために被疑者死亡により捜査本部は程なく解散、捜査打切りとなった。
ところが、黒田は後日偶然にもサンフランシスコ国際空港のメキシコ方面出発ゲートで霜村らしき人物を目撃する。事実関係を調べるために安藤室長に外務省中米カリブ課にポストを用意してもらい、黒田は11年ぶりに日本へ帰って来る。

## キャスト

### 主要人物
黒田 康作（くろだ こうさく）
演 - 織田裕二
日本の外務省「邦人テロ対策室」所属の外交官として活動する。しかし「邦人テロ対策室」の職員達とは誰とも面識がない。黒田が在メキシコ日本大使館員時代の1999年、大使館がテロリストに占拠される事件が発生し、制圧部隊とテロリストとの交戦中の隙を突いて人質たちを避難させる際に自らの判断ミスで人質だった霜村の妻・倫世を死なせてしまう。以後11年間海外各地で対テロ邦人保護の活動をしてきたという。ドラマ版公式サイト(閉鎖)のキャラクター紹介によると、早稲田大学政治経済学部政治学科卒業。
大垣 利香子（おおがき りかこ）
演 - 柴咲コウ
警視庁佃署刑事課所属の警察官。階級は巡査長。外務省安藤室長から、元外交官自殺事件の調査協力のため、黒田とコンビを組まされる。記憶力と空間認識能力に優れ、捜査地図を描くのが得意。地図検定で満点を取ったことが自慢の地図オタク。しかし、警察官なのに死体を発見して119番に電話するなど、大人として破綻した登場人物。両親が営む実家の銭湯の向かいに部屋で一人暮らしをしていて、互いに親離れ・子離れができない。黒田と行動中に霜村一派による殺人事件に遭遇してしまい、以後の捜査から外されてしまう。欧州局に回された黒田に代わって密かに単独行動で霜村を追う。捜査情報を霜村一派に漏らしていた上司の山路を結果的に逮捕したことで、複雑な立場となる。事件解決後は本庁に異動になり、新居田の部下になる。

### 外務省
観上 祥子（みかみ しょうこ）
演 - 草刈民代
外務副大臣。前作に登場した川越亘から黒田について聞いた事があり、彼に興味を抱く。東大卒で元女子アナという経歴を持ち、愛人スキャンダル報道にさらされていたが、WTO会議最終日に仕掛けられていた狂言テロの場で人質解放を呼びかけ、勇気ある大臣として世界中に報道され結果的に評判を上げる。「開かれた外務省」を掲げており、その手始めに正体不明の部署と化している邦人テロ対策室にメスを入れるべく、取分けて黒田の素性を洗い出させようとしつこくマークする。
悠木 圭一（ゆうき けいいち）
演 - 萩原聖人
外務副大臣秘書官。観上の右腕。観上から黒田について調べるよう言われていると黒田本人に言い放ち、何かと黒田に絡む。裏で霜村を利用していた。
斉藤 修助（さいとう しゅうすけ）
演 - 近藤正臣
外務大臣。
安藤 庸介（あんどう ようすけ）
演 - 鹿賀丈史（特別出演）
邦人テロ対策室室長。前作に登場した片岡博嗣の後任。黒田とは今回の帰国まで電話連絡ばかりで直接顔を合わせた事が無かった。

#### 外務省中南米局中米カリブ室所属
西園寺 守（さいおんじ まもる）
演 - 田中圭
外務省中南米局中米カリブ室職員。若いがやり手の外交官。穏便さを欠く黒田の取引手法に反感を持っていたが、アリトリア王国問題で国益に対する考えを聞いて外交官の在り方に揺さ振りを受ける。大垣巡査長に好意を持つ。
鴨下 祐司（かもした ゆうじ）
演 - 大倉孝二
外務省中南米局中米カリブ室室長。西園寺の上司。部下達を上手く利用し、まとめる手腕に長けている。黒田の人事異動に訝しさを覚え、彼の本当の任務をさりげない様子で見抜く。ただそれを表沙汰にせずに淡々と黒田に接しているところから、省内を当たり障りなく泳いでいく自己保身的な『ただの役人』と黒田から思われている。黒田の外交官としての職歴とこれまでの経緯を知る人物で、最終的には彼に協力する。
山野 アミ（やまの あみ）
演 - 高橋真唯
武井 勇人（たけい はやと）
演 - 樋渡真司
野中 美月（のなか みづき）
演 - 三浦まゆ
外務省中南米局中米カリブ室所属。
大島 寿志（おおしま ひさし）
演 - 渡辺邦斗
外務省中南米局中米カリブ室所属。

### 佃警察署刑事課
山路 貴繁（やまじ たかしげ）
演 - 岩松了
佃署刑事課課長。階級は警部。利香子の上司。利香子については地図関連の能力以外に全く認めていないが、刑事課へ着任させた当の本人でもある。実は霜村毅とも関わりがある。

#### その他の刑事
廣田 雅也（ひろた まさや）
演 - 坂田聡
永井 巧（ながい たくみ）
演 - 本郷壮二郎
女性警官
演 - 小出ミカ

### 警視庁刑事部捜査一課
新居田 一彦（にいだ かずひこ）
演 - 田中哲司
刑事部管理官。階級は警視。被疑者死亡で一度捜査終了した事件を黒田と利香子が嗅ぎ回っていたのを快く思っていなかったが、霜村の生存を知って捜査本部を再び立ち上げる。
鷹村 修司（たかむら しゅうじ）
演 - 君沢ユウキ
管理官付。

### 霜村家
霜村 毅（しもむら たけし）
演 - 香川照之
NPOの医療団「ボーダレス・エイド」主宰者、医師。元外交官で黒田のメキシコ時代の先輩。医学部教授殺害の容疑者だったが、サンフランシスコで謎の自殺を遂げる。しかし、死んだ筈の彼がサンフラシスコ国際空港で中米方面に向けて出国するところを黒田に目撃される。その後、メキシコ経由でロベルト・イシイ・トレス名義で日本に入国し、メキシコ大使館内に匿われていることを黒田に突き止められる。
霜村 瑠衣（しもむら るい）
演 - 夏帆
毅の娘。忙しい父に代わって、親戚に育てられた。東京都立開栄高等学校の高校生。母親の死に黒田が関わっていることを知っており、黒田を憎んでいる。
霜村 倫世（しもむら ともよ）
演 - 紺野まひる
故人。毅の妻、瑠衣の母。1999年当時、ユニセフ職員としてメキシコで児童伝染病の治療活動をしていたが、黒田と共に日本大使館立て篭もり事件に巻き込まれ、脱出時に射殺される。

### その他
大垣 保（おおがき たもつ）、大垣 今日子（おおがき きょうこ）
演 - 六平直政（大垣 保）、美保純（大垣 今日子）
利香子の両親。利香子が住むアパートの向かいで銭湯を営んでいる。
佐々木 藍子（ささき あいこ）
演 - 片瀬那奈
フリーライター。アトロン事件を密かに調べ続けていた。黒田と利香子に接触し、取材を申し込む。悠木を「悠ちゃん」・「圭ちゃん」と呼ぶなど、以前からつながりがあることが示唆されているが、詳細は不明。
君島 祐太朗（きみしま ゆうたろう）
演 - 西島隆弘
瑠依と同じ高校に通う先輩。アトロン被害者で、副作用のため腎臓に障害を抱える。某大学医学部教授殺人事件の遺体発見現場について偽証。アトロン薬害の関係で瑠依の父・霜村とも直接関わりがある。
ジョン
演 - イ・ビョンホン（特別出演）
韓国系アメリカ人のCIA職員。主に対象組織に潜入して諜報活動を行っている。黒田とは旧知の仲で、ギブアンドテイクで情報を提供する。駐日アメリカ大使秘書をはじめ、女性の扱いも巧み（実際には、CIAはアメリカ国外での諜報・工作活動を行なうべく、大統領令で活動制限を受けている）。
柏田 勉（かしわだ つとむ）
演 - 八神蓮
君島の先輩。ある事件を目撃したことで君島を恐喝し、更に瑠衣に対してストーカー行為をしていたが何者かに殺害される。
ロベルト・イシイ・トレス
アトロン薬害被害者の日系メキシコ人。エイズで余命わずかであることを覚悟しており、罹病した本人に献身的に看病した霜村に感謝して、その恩返しとして身元のすり替わりに自主的に協力。「霜村」として高層ビルから投身自殺する。風貌は別人であったが、メキシコ大使館のデータベースの写真は、大使館内の協力者によって霜村のものとすりかえられている。

### 各話ゲスト
第1話「外交官黒田と地図オタク女刑事が国境を越えた怪事件に挑む」
- 鮫島遼二（在サンフランシスコ日本国総領事館付在外公館警備対策官） - 中野剛
- 立原（在サンフランシスコ日本国総領事館・職員） - 内田滋
- 晴子（在サンフランシスコ日本国総領事館・職員） - 中別府葵
- 沖田（在サンフランシスコ日本国総領事館・職員） - 山崎一
- 総領事（在サンフランシスコ日本国総領事館総領事） - 小林隆
- 白山武徳（日本国外務省関係者） - 遠藤たつお
- 吉野公久（サンフランシスコ・ペニンシュラ病院の医師、黒田と瑠衣が霜村毅の遺体確認をする時に同席。黒田の部屋を物色し、見つかって逃走した後、堤防から転落死。） - 利重剛
- 湊肇（横浜大学医学部教授、最初の被害者。利香子が遺体の第一発見者になる。薬害訴訟の被告人だった過去がある） - 小田桐一（第8話）

第2話「今夜いよいよ東京編スタート!!」
- 東京入国管理局の職員 - 桜井聖
- エルナンド - ダリオ（駐日メキシコ合衆国大使館員、霜村をメキシコ大使館に匿っている外交官。黒田には犬呼ばわりされていた。）（〜第3・4話）
- 東京都立開栄高等学校の教師 - 渡辺杉枝

第3話「迫る、再会の時」
- 三元石油の男性 - 石黒久也、徳永淳
- 「フラワーメイツ」のアルバイト店員（霜村が潜伏先のメキシコ大使館から外出する時に運転手として使われていた。） - 板倉チヒロ（〜第4話）
- サラ（アリトリア王国の王女、日本の開発援助による自国の発電所建設計画を了承する役目を担って国王の代わりに来日。幼い頃に、日本人誘拐事件に巻き込まれ、黒田に救い出された事がある。） - ジェーニャ・マラホワ（〜第4話）

第4話「王女誘拐事件の謎」
- 村橋（アリトリアの発電所建設の利権に絡んでいる代議士。） - 清水綋治（〜第5話）

第5話「ついに、直接対決」
- 吉村進（外資系製薬会社ブライトン・ジャパンの社長。自社の新製品発表パーティーの会場で何者かに殺害される。） - 大河内浩

第6話「悲しき犯人逮捕」
- 田中寛美（倫世のユニセフ時代の同僚で、同じく立て篭もり事件に巻き込まれた。11年振りに訪ねて来た黒田に、倫世が当時関わっていた仕事の事を教える。） - 伊藤裕子

第7話「裏切り、切ない絆」、第8話「最後のターゲット」、第9話「今夜、明かされる! 事件の全容」、最終話「この国の未来へ」
- 矢田部誠一郎（元内閣総理大臣） - 平泉成
- 君島奈緒子（君島祐太朗の母親） - 黒沢あすか
- 霧島刑事（警視庁公安部） - 飯田基祐
- 刑事（警視庁公安部） - 島津健太郎（第7・9話）
- イーサン・ゴールドマン（ブライトン製薬CEO） - イアン・ムーア（第7話〜第9話）
- 久保内洋二（ブライトン・ジャパン新社長） - 伊藤正之（第8・9話）
- シスター（尼僧）（瑠衣と祐太朗が逃亡中に隠れていた教会のシスター） - 建みさと（第8話）

## スタッフ
- 原作 - 真保裕一『天使の報酬』（講談社刊行）
- 脚本 - 古家和尚、池上純哉
- 音楽 - 菅野祐悟
- 主題歌 - IL DIVO「TIME TO SAY GOODBYE」（ソニー・ミュージックジャパンインターナショナル）（第3話以降に使用）[注釈 2]
- 技術プロデュース - 小椋真人
- 撮影 - 大野勝之、佐々木肇、高瀬和彦
- 映像 - 南雲幸平
- 照明 - 藤本潤
- 録画 - 横井甲児
- 編集 - 山本正明
- ライン編集 - 松本英之
- ナレーター - 佐藤アサト
- MA - 市村聡雄
- 選曲 - 藤村義孝
- 音響効果 - 近藤隆史
- 編集デスク - 吉田竜二
- 美術プロデュース - 三竹寛典
- 美術デザイン - 柳川和央
- 美術進行 - 山下雅紀
- 大道具 - 福田智弘
- 操作 - 吉田精正
- 建具 - 三田村賢
- 装飾 - 稲場裕輔
- 電飾 - 中園誠四郎
- アクリル装飾 - 日野邦彦
- 生花装飾 - 牧島美恵
- 植木装飾 - 後藤健
- 衣裳 - 増田歩
- スタイリスト - 直井政信、今村文子、堀井香苗
- メイク - 佐藤美和、飯面裕士、内野晶子
- ヘアースタイリスト - PARK YOUNGIL
- フードコーディネーター - 住川啓子
- 視覚効果 - 江崎公光
- タイトルバック・VFX - 山本雅之
- VFX - 浅野秀二
- 編成 - 塩原充顕
- 広報 - 片山正康
- 広告宣伝 - 吉田和江
- ホームページ - 丸谷利一
- スチール - 瀬井美明
- 外務省監修 - 小池政行
- 警察監修 - 大久保秀幸
- 医療監修 - 阿部聡
- リサーチ - 喜多あおい
- 外国語指導 - 孫政郁
- 韓国語翻訳 - 楊恵景
- スタントコーディネーター - 釼持誠
- 取材協力 - 片岡真治
- 撮影協力 - INTER CONTINENTALマークホプキンスサンフランシスコ、INTER CONTINENTALロサンゼルスセンチュリーシティー、なごや・ロケーション・ナビ、ラグジュアリー、AMERICAN HOUSE、住友不動産、DINER、中部国際空港株式会社、RAGTAG渋谷店、毎日ビルディング、ちばしフィルムコミッション、オークラアカデミアパークホテル、駒澤大学、日本経済新聞社
- 特別協力 - JAL
- 協力 - フジアール、八峯テレビ、FLT、バスク、SPOT、ファン、日本カジノスクール
- 制作協力 - FILM
- スケジュール - 森本和史
- 記録 - 荒澤志津子
- 演出補 - 森脇智延
- 制作担当 - 竹井政章、白石浩
- 海外制作担当 - 濱崎光敏
- 協力プロデュース - 西谷弘
- ラインプロデューサー - 古郡真也
- 企画 - 臼井裕詞
- プロデュース - 牧野正
- 演出 - 西坂瑞城、永山耕三
- 制作 - フジテレビドラマ制作センター
- 制作著作 - フジテレビ

## 放送日程
| 各話                                                        | 放送日        | サブタイトル                                            | 演出              | 視聴率 |
| ----------------------------------------------------------- | ------------- | ------------------------------------------------------- | ----------------- | ------ |
| 第1回                                                       | 2011年1月13日 | 外交官黒田と地図オタク女刑事が 国境を越えた怪事件に挑む | 西坂瑞城          | 13.3%  |
| 第2回                                                       | 2011年1月20日 | 今夜いよいよ東京編スタート!!                            | 西坂瑞城          | 11.8%  |
| 第3回                                                       | 2011年1月27日 | 迫る、再会の時                                          | 永山耕三          | 11.1%  |
| 第4回                                                       | 2011年2月03日 | 王女誘拐事件の謎                                        | 永山耕三          | 10.6%  |
| 第5回                                                       | 2011年2月10日 | ついに、直接対決                                        | 西坂瑞城          | 9.9%   |
| 第6回                                                       | 2011年2月17日 | 悲しき犯人逮捕                                          | 永山耕三          | 8.9%   |
| 第7回                                                       | 2011年2月24日 | 裏切り、切ない絆                                        | 西坂瑞城          | 8.8%   |
| 第8回                                                       | 2011年3月03日 | 最後のターゲット                                        | 永山耕三          | 9.0%   |
| 第9回                                                       | 2011年3月10日 | 今夜、明かされる! 事件の全容                            | 西坂瑞城 永山耕三 | 8.6%   |
| 最終回                                                      | 2011年3月17日 | この国の未来へ                                          | 西坂瑞城          | 9.3%   |
| 平均視聴率 10.1% （視聴率は関東地区・ビデオリサーチ社調べ） |               |                                                         |                   |        |

- 遅れネット局 青森テレビ（TBS系列） （2011年1月22日 - 3月26日 土曜日13:00 - 13:54）
2011年3月12日については、該当時間帯に「JNN報道特別番組・東日本大震災」が放送されたために休止。第8話は予定より1週遅れの3月19日に、また、第9話のみ3月21日（月曜日）14：55 - 15：50にそれぞれ放送。

## メキシコ大使館からの抗議問題
在日メキシコ大使館から2011年2月2日、ドラマ中のメキシコに関して「第1話 - 3話の表現全般に誤った印象を与える描写があった」として抗議を受けたと報じられた。フジテレビ側は「メキシコ合衆国、及び、在日メキシコ合衆国大使館に関する誤ったイメージを提示しました。配慮に欠けました」と謝罪し、ドラマの公式サイトに謝罪文を掲載し、第4回放送前後でも、同様のおわび字幕を流した。第2話と第3話に在日メキシコ大使館員が外務省に極秘情報と引換えに交通違反のもみ消しを頼んだり、外交官特権を悪用して不法入国者を匿うというシーンがあった。
FODの配信では、当該シーンを差し替えて配信している。
なお本作では、物語の核心の場所としてメキシコが登場しながら、メキシコでのロケは行われていない。